# Ігренська затока
Ігренська затока річки Самара — водойма розташована в балці Шиянка біля житлових масивів Стара Ігрень та Чаплі. Більша частина затоки утворилася внаслідок підняття рівня води  після зведення Дніпрогесу.  У 1941 році затока значно зменшилась після  підриву греблі, а в післявоєнні роки знову наповнилась, внаслідок відновлення перекриття Дніпра. До 1950-х рр. була початком протоки Шиянка, що після спорудження Придніпровської теплової електростанції була засипана відходами її виробництва.
На початку 1950-х років затока була перекрита дамбою по якій проходять автодорога, що з'єднує вулиці Німецьку (колишня Томська) і Гаванську та залізнична гілка до вантажної станції Придніпровськ і Придніпровської ТЕС. Фактично нині є озером, вода з якого тече до Самари по двох каналах проведених під дамбою. На півдні з Ігренською затокою сполучені дві менші затоки — рукави Щемилівка та Сусанка (друга назва озеро Шиянка).
На березі затоки розташоване Ігренське городище — залишки слов'янського міста часів Київської Русі ІХ — ХІІІ століть.
Є одним з найпопулярніших місць риболовлі та відпочинку.